# Sammy Sosa
Samuel Kelvin Peralta "Sammy" Sosa (San Pedro de Macorís, 12 de novembro de 1968) é um ex-jogador dominicano de beisebol que atuou como campista direito. Sammy jogou em quatro equipes da Major League Baseball em sua carreira, que foi de 1989 até 2007. A carreira do jogador começou com o Texas Rangers em 1989. Após três temporadas com o Chicago White Sox, Sosa foi para o  Chicago Cubs em 1992 e se tornou um dos melhores rebatedores das grandes ligas. Sosa rebateu seu 400º home run em seu 1354º jogo e sua 5273ª vez ao bastão, a mais rápida na históra da Liga Nacional. Em 1998, Sosa e Mark McGwire alcançaram fama nacional pela corrida entre os dois na disputa do recorde de home runs, que pertencia Roger Maris.
Sosa encerrou sua carreira com breves passagens pelo Baltimore Orioles e no Texas Rangers. Com o Rangers, Sosa rebateu seu 600º home run e se tornou o quinto jogador na história da MLB a conseguir a marca. Ele é o líder de todos os tempos em home runs entre jogadores estrangeiros. Sosa é um dos dois jogadores da Liga Nacional desde 1990 a atingir 160 RBIs em uma temporada, uma marca que ele atingiu em  2001. Sosa é o único jogador a rebater 60 home runs ou mais em temporada única por três vezes.

## Trapaceio
Em 2007, Sosa, o rebatedor do Chicago Cubs, foi pego trapaceando quando durante um jogo, seu taco se quebra no meio e é descoberto que na verdade, o instrumento era preenchido de cortiça, o tornando mais leve e fora das regras.